# 山田仁史
山田 仁史（やまだ ひとし、1972年12月 - 2021年1月）は、日本の文化人類学・宗教民族学者。

## 略歴
1972年、宮城県仙台市生まれ。1995年東北大学文学部史学科を卒業。京都大学大学院人間・環境学研究科へ進み、2003年に博士課程満期退学、ミュンヘン大学で哲学博士号を取得。東北大学文学研究科助教授をへて、2007年より准教授。

## 著書
- 『首狩の宗教民族学』筑摩書房、2015年
- 『いかもの喰い──犬・土・人の食と信仰』亜紀書房、2017年
- 『新・神話学入門』朝倉書店、2017年
- 『人類精神史──宗教・資本主義・Google』筑摩書房〈筑摩選書〉、2022年

### 共編
- 『神の文化史事典』松村一男,平藤喜久子共編、白水社、2013年
- 『アジアの人類学』片岡樹, シンジルト共編、春風社〈シリーズ来たるべき人類学〉、2013年
- 『水・雪・氷のフォークロア──北の人々の伝承世界』永山ゆかり,藤原潤子共編、勉誠出版、2014年
- 『喧嘩から戦争へ──戦いの人類誌』丸山顕誠共編、勉誠出版、2022年
- 『この世のキワ──<自然>の内と外』山中由里子共編、勉誠出版、2022年

## 論文
- 山田仁史